# 浜地庸山
浜地 庸山（はまち ようざん、安永4年（1775年） - 天保6年（1835年））は、江戸時代後期の文人画家である。画論『山水高趣』を著したことで知られる。
名を任重（ただしげ）、字を伯仁（たかのり）、号は庸山のほか、画痴斎（がちさい）。通称 十郎兵衛と称した。

## 生涯
伊勢殿村（現 三重県津市）生まれ。
殿村久居領の庄屋と郷目付を兼ねた裕福な家に生まれる。幼少より詩書画を好み部屋に閉じこもってあまりに熱中しすぎるので父親が心配して浄瑠璃や尺八を習わせるがやはり同じように熱中してしまうので、好きな詩書画の勉強を認めたというエピソードが伝えられる。
画をもっとも得意とし、中でも山水画に優れた。多くの交友と独学をもって中国の画法を学んだ。
天保6年、中国画論『山水高趣』を刊行。これには貫名海屋が題言を寄せている。当時から明治期までよく読まれた。
大窪詩仏、岡本花亭、津坂孝綽などの漢詩人・儒学者や釧雲泉、野呂介石、浦上春琴、岡田米山人、岡田半江などの文人画家と交流し切磋琢磨した。
村のリーダーとして農事指導や民風の改善などに努めた。享年61。
昭和9年、津市白山町の常照寺境内に「濱地庸山翁碑」として碑文が建てられている。